# الحرب العالمية الأولى في الثقافة الشعبية

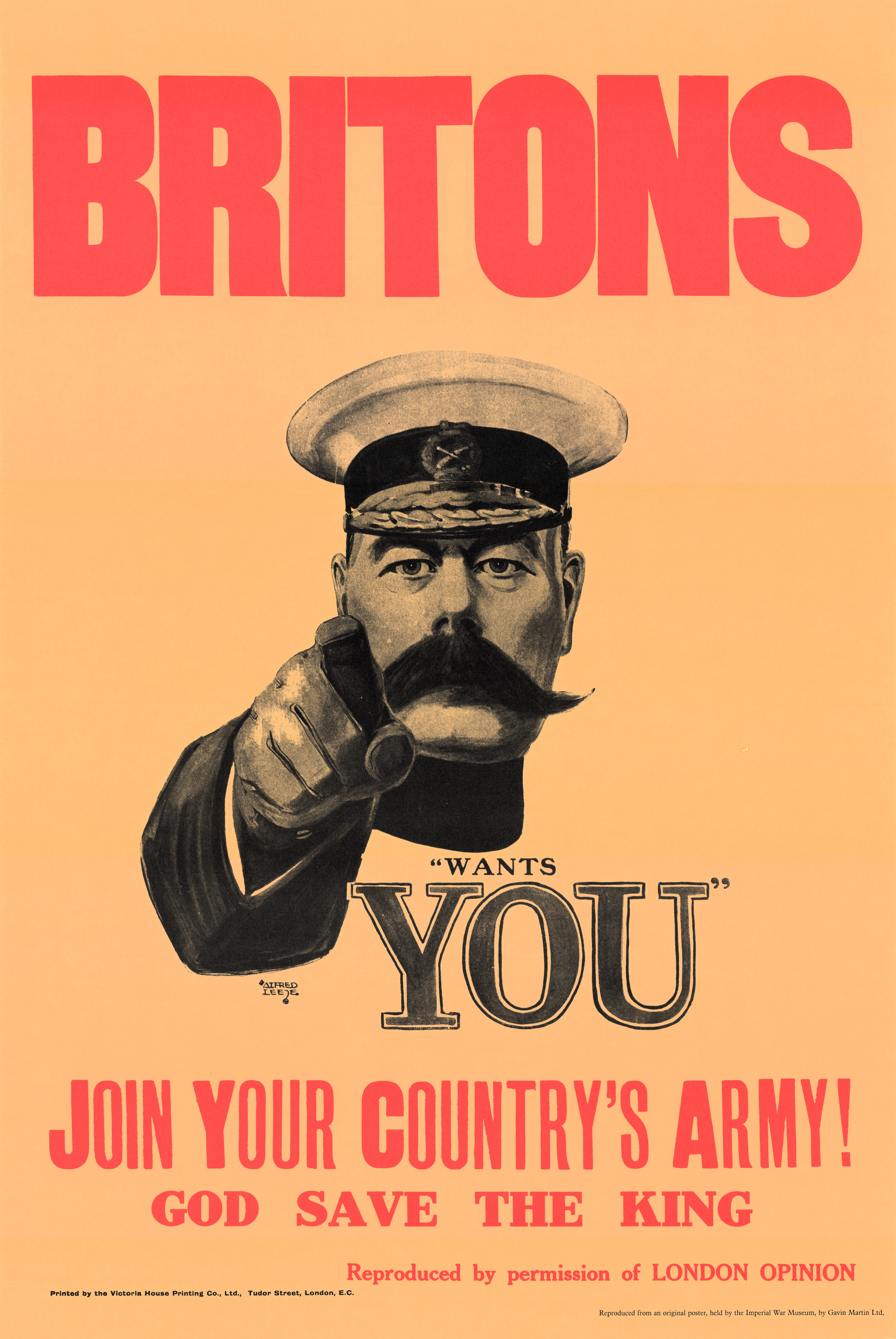
أصبحت "اللورد كيتشنر يريدك" صورة رمزية مرتبطة بالحرب.

كان للحرب العالمية الأولى ، التي دارت بين عامي 1914 و 1918 ، تأثير مباشر على الثقافة الشعبية. على مدار أكثر من مائة عام منذ انتهاء الحرب، أسفرت الحرب عن العديد من الأعمال الفنية والثقافية من جميع الأطراف والدول التي شاركت في الحرب. وشمل ذلك الأعمال الفنية والكتب والقصائد والأفلام والتلفزيون والموسيقى ومؤخراً ألعاب الفيديو. تم إنشاء العديد من هذه القطع بواسطة جنود شاركوا في الحرب.

## الفن
شكّلت سنوات الحرب خلفيةً للفن المحمي والمعروض الآن في بعض المؤسسات مثل متحف الحرب الإمبراطوري في لندن ومتحف الحرب الكندي وأوتاوا والنصب التذكاري الحربي الأسترالي في كانبرا. كلّفت وزارة الإعلام البريطانية وغيرها من سلطات الدول الأخرى العديد من فناني الحرب الرسميين.
بدأ الفنانون الطليعيون بعد عام 1914 بالتفكير والتحقيق في العديد من الأمور التي تعذّر تخيّلها سابقًا. لاحظ مارك شاغال لاحقًا أن «الحرب هي عمل تشكيلي آخر استطاع استحواذنا بشكل كامل، إذ أصلح أشكالنا ودمّر الخطوط وقدّم نظرةً جديدةً حول الكون». في الفترة الزمنية ذاتها، واصل الفنانون الأكاديميون والواقعيون إنتاج أعمال جديدة. تطوّر الفنانون التقليديون وأعمالهم الفنية جنبًا إلى جنب مع الانبهار بالجديد، إذ أعادت الثقافة تكوين نفسها في العلاقات بوجود التقنيات الجديدة.
استجاب بعض الفنانون بشكل إيجابي للتغيرات الناجمة عن الحرب. كتب المستقبلي كريستوفر آر. دبليو. نيفنسون أنه «ستكون الحرب حافزًا عنيفًا على المستقبلية؛ لأننا نؤمن بأنه لا وجود للجمال إلا في الكفاح ولا وجود للتحف خارج إطار العدوانية». كتب زميله الفنان والتر سيكيرت عن لوحة نيفنسون «الرشاش» (التي أصبحت الآن جزءًا من مجموعة تايت) قائلًا «ستبقى غالبًا أكثر تعبيرات الحرب موثوقيةً وتركيزًا في تاريخ الرسم».
ردّ الفنانون السلميون أيضاُ على الحرب بأساليب قوية، فانتهى مارك جيرتلر من لوحته الأساسية [دوّامة الخيل] في منتصف سنوات الحرب، إذ وصفها دي. إتش. لورانس بأنها [أفضل لوحة معاصرة رأيتها]، صوّر الحرب باعتبارها «كابوسًا عقيمًا ميكانيكيًا».
أصرّت اللجان الخاصة بالبرامج الرسمية لفناني الحرب على تسجيل مشاهد الحرب. قوّض هذا الأمر من الثقة في الأساليب التقدّمية، إذ امتثل الفنانون المكلّفون للمتطلّبات الرسمية. قاد التدمير اللاإنساني الذي انتشر في أنحاء أوروبا الفنانين إلى التساؤل حول إمكانية اعتبار حملاتهم الهادفة إلى تدمير التقاليد حملات لاإنسانية. شجّعت هذه النزعات العديد من الفنانين على «العودة إلى النظام» من ناحية الأسلوب.
طوّعت البحرية الملكية البريطانية وعدّلت المفردات التكعيبية خلال «الحرب العظمى». سعى الفنانون التكعيبيون إلى إحداث ثورة في الرسم، إذ أعادوا تكوين فن التمويه خلال ذلك.
ابتكر الرسام البريطاني التابع لجنود البحرية نورمان ويلكنسون مفهوم «الرسم الخادع»، إذ استخدم التقليم والخطوط المتقطّعة لإرباك العدو بخصوص سرعة السفن وأبعادها. كان ويلكنسون آنذاك رائدًا بحريًا في دورية استطلاع في البحرية الملكية البريطانية، إذ طبّق بادرة «الخداع» في صناعة الفولاذ المقاوم للصدأ. أصبحت سفينة «إتش. إم. إس. الساتيان» أول سفينة بحرية مطلية بنمط الخداع في شهر أغسطس في عام 1917. نصح سولومون جيه. سولومون الجيش البريطاني باستخدام التمويه. أسس مدرسة في التمويه في هايد بارك في ديسمبر من عام 1916. وفي عام 1920، نشر كتابًا حول هذا الموضوع تحت عنوان «التمويه الاستراتيجي». طوّر آلان بيتون علم التمويه.
شمل التأثير المبكر للحرب على الفنانين في المملكة المتحدة حملة تجنيد بين عامي 1914 و1915. كلّفت لجنة التجنيد البرلمانية الفنانين بإنشاء ما يقارب 100 ملصق، إذ وُزّع مليونا نسخة ونصف منها في جميع أنحاء البلاد. تبنّت الشركات الخاصة أيضًا ملصقات التجنيد؛ إذ كان كلّ من «تذكّروا بلجيكا» للبلجيكي فرانك برانجوين و«الطريق الوحيد للرجل الإنجليزي» لجيرالد سبنسر برايس مثالين بارزين لصالح السكك الحديدية الكهربائية في لندن. لم يكن برانجوين فنان حرب رسمي على الرغم من إنتاجه أكثر من 80 تصميمًا للملصقات خلال الحرب. تسببّ الملصق الكئيب لجندي بريطاني يطعن جنديًا عدوًا («ضع قوّتك في الضربة القاضية: اشتر سندات الحرب») بإهانة كبيرة لكل من بريطانيا وألمانيا. يُقال إن القيصر ذاته وضع جائزة لمن يستطيع أن يجلب له رأس برانجوين بعد رؤيته للملصق.
أشار برانجوين في عام 1917 إلى أن رسوم ويل ويلسون الكرتونية كانت «رصيدًا دوليًا للحرب الحالية». عُيّن الفنان الأسترالي الرسمي للحرب عقب معرضه «تهكّمات عن الحرب» في عام 1915.
لوحظت قلّة اللوحات ذات النوعية الرديئة حول مواضيع الحرب في المعرض الصيفي للأكاديمية الملكية لعام 1915، أُشير إلى تجربة دبليو. إل. ويلي الجريئة في لوحته «خط القتال من إبرس إلى البحر»، إذ عرض نظرة علوية شاملة للحرب من الطائرة. اعتُبرت لوحة جورج كلوزين الرمزية «النهضة» إحدى اللوحات التي لا تُنسى في معرض عام 1915؛ فعرض الجوانب المتناقضة للأنقاض والقمع والكرامة والتفاؤل. تسبّبت لوحة إيريك كينينغتون للجنود المنهكين «الكينسينغتونس في لافينتي» بضجّة كبيرة بعد عرضها في ربيع عام 1916. رُسمت هذه اللوحة بالمقلوب على الزجاج وأُشيد بها على نطاق واسع بسبب براعتها الفنية ونظام ألوانها الأيقوني و«عرضها المهيب للتحمّل البشري والبطولة الواثقة في الرتبة والصف». عاد كينينغتون إلى المقدّمة في عام 1917 بصفته فنان حرب رسمي.
كان فشل الرسم الأكاديمي العام على هيئة الأكاديمية الملكية في الاستجابة بشكل كافٍ لتحديات تمثيل الحرب واضحًا في ردة الفعل على المعرض الصيفي لعام 1916. علق الأكاديميون وأتباعهم في صور المعارك السابقة لعصر نابليون وعصر حرب القرم، في الوقت الذي نال فيه ريتشارد جاك العائد إلى المقدّمة استحسان الذوق الشعبي للوحته «العائد إلى الجبهة: محطة فيكتوريا للسكك الحديدية 1916». بدت ترتيبات الجنود والضباط الملوّحين بالسيوف والفرسان المختالين وكأنها بائدة بالنسبة لأولئك الذين في منازلهم، وأصبحوا قادرين على التعامل مع ذوي الخبرة على الجبهة. علّق أحد المواطنين النيوزيلنديين الذي كان مصابًا وواقفًا أمام لوحة تمثّل هجوم الفرسان قائلًا «يستطيع رجلٌ يحمل مدفع رشاش أن يمسح كل هذا العدد».